# Kelly Gago
Kelly Gago, née le 5 janvier 1999 à Créteil, est une footballeuse internationale française, qui joue au poste d'attaquante à l'Everton FC.

## Biographie

### En club
Kelly Gago commence le football à l'âge de sept ans au city stade de la Cité Jaune à Bonneuil-sur-Marne. Elle est formée au CSM Bonneuil puis au FCF Juvisy et au VGA Saint-Maur.
Lors du début de saison 2015-2016, Gago dispute ses premiers matchs de Division 1 avec la VGA Saint-Maur. En janvier 2016, elle rejoint le Dijon FCO en Division 2 pour trois saisons.
En juillet 2016, Kelly Gago rejoint l'AS Saint-Étienne, avec qui elle dispute une saison en Division 1 avant de jouer quatre saisons en Division 2, dont la saison 2018-2019 au cours de laquelle est est la meilleure buteuse de Division 2 avec 20 réalisations. En 2021, Gago et ses coéquipières remontent en première division.
Le 30 juillet 2022, Gago rallie le club italien de l'UC Sampdoria en Serie A.
Le 25 août 2023, elle signe officiellement avec le Parme Calcio en Serie B, après de longues transactions avec la Sampdoria, qui lui demande de renoncer à plusieurs mois de salaires en raison de difficultés financières.
Le 17 juillet 2024, Kelly Gago signe un contrat d'une saison avec le FC Nantes. Elle est une titulaire indiscutable de l'équipe en début de saison, et inscrit son premier but contre l'En avant Guingamp le 5 octobre 2024.
Le 20 décembre 2024, elle quitte le FC Nantes, où elle est devenue internationale, pour rejoindre l'Everton FC. Gago signe un contrat de deux saisons et demie, plus une en option, contre un montant de transfert estimé a 50 000 euros.

### En sélection
En juillet 2018, Gago dispute le Championnat d'Europe des moins de 19 ans, et dispute les trois matchs des Bleuettes dont deux en tant que titulaire.
En octobre 2024, Kelly Gago est sélectionnée pour la première fois en équipe de France par Laurent Bonadei. Elle devient la première joueuse du FC Nantes sélectionnée en bleu, et dispute son premier match le 25 octobre 2024 face à la Jamaïque en amical. Quatre jours plus tard, elle marque son premier but face à la Suisse, au cours d'un match amical dans lequel elle concède auparavant une main qui entraîne un but suisse sur penalty.
Au mois de novembre 2024, Gago est cette fois sélectionnée en équipe de France des moins de 23 ans.
Le 5 juin 2025, elle figure dans la liste des 23 joueuses retenues par Laurent Bonadei pour disputer le Championnat d'Europe en Suisse.

## Palmarès

### Distinctions individuelles
- Meilleure buteuse du Championnat de France de deuxième division en 2019 (20 buts)